# Sarmatia ophelasalis
Sarmatia ophelasalis är en fjärilsart som beskrevs av Walker 1859. Sarmatia ophelasalis ingår i släktet Sarmatia och familjen nattflyn. Inga underarter finns listade.